# Фрімен (журнал)
The Freeman (раніше видавався як The Freeman: Ideas on Liberty або Ideas on Liberty ) — американський лібертаріанський журнал, який раніше видавав Фонд економічної освіти (FEE).  Його заснували в 1950 році Джон Чемберлен, Генрі Гезлітт і Сюзанна Ла Фоллетт. Журнал був придбаний компанією, що належить FEE, у 1954 році, і FEE взяла безпосередній контроль над журналом у 1956 році.
У вересні 2016 року FEE оголосив, що назавжди припиняє публікацію The Freeman. 

## Передумови
Ряд попередніх публікацій використовували ім’я Фрімена, деякі з яких були інтелектуальними попередниками журналу, заснованого в 1950 році.

### Фрімен(1920–1924)
З 1920 по 1924 рік Альберт Джей Нок, лібертаріанський автор і соціальний критик, редагував щотижневий журнал під назвою The Freeman. Журнал Nock's фінансувався співредактором Френсісом Нейлсоном, британським письменником і колишнім членом парламенту, і його дружиною Гелен Свіфт Нейлсон, яка була спадкоємицею м'ясної промисловості. Нілсони раніше фінансували The Nation, коли Нок був там письменником. Нок запросив колегу-письменницю з Nation Сюзанну Ла Фоллетт приєднатися до його нового підприємства помічником редактора, а Волтер Фуллер (чоловік Крістал Істман ) як керуючий редактор.  Серед інших учасників були Конрад Ейкен, Чарльз А. Берд, Вільям Генрі Чемберлін, Джон Дос Пассос, Томас Манн, Льюїс Мамфорд, Бертран Рассел, Карл Сендбург, Лінкольн Стеффенс, Луїс Унтермейєр і Торстейн Веблен . У березні 1930 року Ла Фоллетт відродила періодичне видання під назвою The New Freeman, але через рік видання було припинено.   

### Фрімен(1937–1942)
У 1937 році Френк Ходоров заснував ще один журнал під назвою The Freeman, цього разу щомісячний журнал, який пропагував філософію Генрі Джорджа і видавався Школою соціальних наук Генрі Джорджа. Це явно не було відродженням журналу Нока , але Нок час від часу дописував. У 1942 році Чодоров був звільнений Школою Генрі Джорджа через політичні розбіжності, головним чином через те, що Чодоров залишався відкрито критичним щодо політичних актів війни, а в 1943 році журнал був перейменований на Henry George News . 
У 1939 році Леонард Рід, тодішній менеджер Торгової палати Лос-Анджелеса, створив невелике видавництво під назвою Pamphleteers, Inc., щоб видавати твори про свободу, починаючи з «Дайте мені свободу» Роуз Вайлдер Лейн .  Памфлетисти використовували «The Freeman» як загальну назву серії своїх книг. 

## Перші роки
Новий журнал, який отримав назву The Freeman, був заснований у 1950 році зусиллями Джона Чемберлена, Генрі Гацліта та Ісаака Дона Левіна. Чемберлен і Гацліт писали для антикомуністичного журналу Plain Talk, редактором якого був Левін. Усі троє були незадоволені негативним підходом до протистояння комунізму і хотіли створити проект, який би поширював більш позитивний меседж. Вони зібрали 200 000 доларів за допомогою імпортера текстилю Альфреда Колберга (одного із засновників Plain Talk), керівника DuPont Джаспера Крейна, президента Sun Oil Джей Говарда П'ю та колишнього президента Сполучених Штатів Герберта Гувера. Левін пішов ще до початку видання, тож Чемберлен і Хазлітт запросили Ла Фоллетта, який працював у Nock's Freeman, а також у Plain Talk. До ради директорів нового видання увійшли менеджер з реклами Лоуренс Фертіг, правознавець Роско Паунд, економісти Людвіг фон Мізес і Лео Вольман. Також до ради увійшов Рід, який у 1946 році заснував Фонд економічної освіти.
Журнал був заснований у жовтні 1950 року з 6000 передплатників, переважно з Plain Talk, який припинив публікацію того травня. Очікувалося, що це буде комерційна операція, і до 1952 року вона досягла 22 000 передплатників і майже змогла підтримувати себе. Однак внутрішні розбіжності щодо політики дестабілізували операцію. Чемберлен і Ла Фоллетт здобули позиції на користь сенатора Джозефа Маккарті, рішучого борця проти комунізму, і сенатора Роберта А. Тафта, кандидата на первинних президентських виборах від Республіканської партії того року. Ці позиції призвели до конфліктів з Хезліттом і членами правління. Гезлітт залишив журнал у жовтні 1952 року, але до лютого 1953 року і Чемберлен, і Ла Фоллетт залишили журнал, і Гезлітт повернувся як єдиний редактор. Він знову пішов у відставку на початку 1954 року  

## Перехід до FEE
До червня 1954 року журнал втратив 400 000 доларів і був на межі закриття. Замість того, щоб дати йому згорнутися, Read вирішив придбати журнал. Він створив нову комерційну компанію Irvington Press, власником якої стала FEE, і Irvington придбав The Freeman . Він залучив Ходорова, колишнього редактора не пов’язаного з ним журналу Georgist Freeman, новим редактором, починаючи з випуску за липень 1954 року.  Ходоров зосереджував журнал більше на економічних питаннях, займаючи більш відверту лібертаріанську позицію, ніж попередні редактори. Він також пропагував зовнішню політику невтручання, що викликало дебати з більш традиційними консерваторами. Хоча зміст був іншим, журнал продовжував втрачати гроші, коштуючи 90 000 доларів за 18 місяців.   
Не маючи змоги запобігти втраті журналу, Рід перевернув його  до некомерційного ЗБОРУ. Це стало основним інструментом роботи фонду. З новим форматом і новою спрямованістю журнал став більш успішним. За два роки кількість передплатників FEE досягла 42 000, а донорська база FEE подвоїлася.  

## Назва
У 1955 році FEE запустив щоквартальний журнал під назвою Ideas on Liberty. Коли FEE придбала The Freeman, вони були об’єднані й названі The Freeman: Ideas on Liberty . У січні 2000 року журнал був перейменований на Ideas on Liberty, хоча він зберіг формат і зміст, які він мав після злиття.  Подвійну назву було відновлено у випуску за грудень 2003 року.  Починаючи з випуску за жовтень 2012 року, журнал мав назву просто The Freeman без підзаголовків. Восени 2015 року FEE видалив бренд Freeman зі своїх веб-статей, і Freeman посилався виключно на щоквартальний друкований журнал.

## Вплив
Багато хто вважає Freeman важливим попередником консервативного видання National Review magazine, який було засновано в 1955 році і в якому від початку було багато тих самих редакторів. 
За більш ніж півстолітню історію свого існування The Freeman публікував статті економістів, бізнесменів, професорів, викладачів, державних діячів (вітчизняних і зарубіжних), студентів, домогосподарок, письменників-фрілансерів і лібертаріанських інтелектуалів-початківців. Багато з його авторів стали відомими письменниками, викладачами та засновниками лібертаріанських організацій.

## Керівництво
Серед редакторів The Freeman були Генрі Гацліт, Чемберлен, Ла Фоллетт, Френк Ходоров, Пол Л. Пуаро, Браян Саммерс, Чарльз Гамільтон і Джон Роббінс. Чемберлен став постійним книжковим рецензентом FEE, і його рецензії з’являлися в The Freeman до його смерті в 1995 році. Як президент FEE, Рід також був постійним дописувачем, як і економічний радник FEE Людвіг фон Мізес. Серед інших учасників у 1950-х роках були: Барбара Бранден, Джеймс Бернхем, Джон Дос Пассос, Макс Істман, Джон Т. Флінн, Ф. А. Хайєк, Френк Майєр, Реймонд Молі, Роско Паунд, Вільгельм Репке, Мюррей Ротбард, Моррі Райскінд і Джордж Сокольський . 
Письменники, чиї роботи з’являлися в «Фрімені» в останні десятиліття, включали таких лібертаріанців, як Чарльз В. Берд, Дональд Дж. Будро, Кларенс Карсон,  Стівен Девіс, Річард Епштейн, Бертон Фолсом-молодший, Девід Р. Хендерсон, Роберт Хіггс., Девід Келлі, Тібор Мачан, Венді МакЕлрой, Лоуренс В. Рід, Джордж Рейсман, Ганс Зенгольц, Бернард Зіган, Джон Стоссел, Джордж Ліф, Томас Сас і Волтер Е. Вільямс .
15 жовтня 2012 року FEE оголосив, що Макс Бордерс обійме посаду редактора, замінивши Шелдона Річмана, який був редактором з 1997 року  25 вересня 2015 року Бордерс залишив посаду редактора, і головний редактор БК Маркус змінив його на посаді останнього редактора The Freeman.  У вересні 2016 року FEE оголосив про припинення публікації The Freeman. 

### Редактори
У Freeman були наступні редактори (деякі періоди збігаються через співредакцію): 
- John Chamberlain, October 1950–February 1953
- Suzanne La Follette, October 1950–February 1953
- Forrest Davis, May 1952–February 1953
- Генрі Гацліт, October 1950–October 1952, February 1953–January 1954
- Florence Norton, February 1953–June 1954
- Френк Ходоров, July 1954–December 1955
- Paul Poirot, January 1956–October 1985
- Charles H. Hamilton, November 1985–February 1986
- John W. Robbins, July 1982–December 1993, July 1992–January 1994
- Beth Hoffman, January 1986–June 1992, March 1994–November 1997
- Brian Summers, January 1986–May 1992
- Sheldon Richman, December 1997–October 2012
- Max Borders, October 2012–September 2015
- B.K. Marcus, September 2015–September 2016